# Берка фор дем Хајних
Берка фор дем Хајних (њем. Berka vor dem Hainich) општина је у њемачкој савезној држави Тирингија. Једно је од 61 општинског средишта округа Вартбург. Према процјени из 2010. у општини је живјело 853 становника. Посједује регионалну шифру (AGS) 16063006.

## Географски и демографски подаци
Берка фор дем Хајних се налази у савезној држави Тирингија у округу Вартбург. Општина се налази на надморској висини од 266 метара. Површина општине износи 14,9 km². У самом мјесту је, према процјени из 2010. године, живјело 853 становника. Просјечна густина становништва износи 57 становника/km².